# Tanzania op de Olympische Zomerspelen 2016
Tanzania nam deel aan de Olympische Zomerspelen 2016 in Rio de Janeiro, Brazilië. Tot de selectie behoorden zeven atleten, actief in drie verschillende sporten. Judoka Andrew Thomas Mlugu, uitkomend in de klasse tot 73 kilogram en de eerste olympische judoka in de geschiedenis van Tanzania, droeg de Tanzaniaanse vlag tijdens de openingsceremonie. De Tanzaniaanse atleet met de beste prestatie in 2016 was Alphonce Felix Simbu: hij werd vijfde op de marathon. Simbu droeg de vlag bij de sluitingsceremonie.

## Deelnemers en resultaten
(m) = mannen, (v) = vrouwen 

### Atletiek
| Olympiër                | Discipline   | Resultaat | Prestatie      |
| ----------------------- | ------------ | --------- | -------------- |
| Saidi Makula            | marathon (m) | 43e       | 2:17.49 (43e)  |
| Fabiano Joseph Naasi    | marathon (m) | 112e      | 2:28.31 (112e) |
| Alphonce Felix Simbu VS | marathon (m) | 5e        | 2:11.15 (5e)   |
|                         |              |           |                |
| Sara Ramadhani          | marathon (v) | 121e      | 3:00.03 (121e) |

### Judo
| Olympiër               | Discipline | Resultaat    | Prestatie                               |
| ---------------------- | ---------- | ------------ | --------------------------------------- |
| Andrew Thomas Mlugu VO | –73 kg (m) | tweede ronde | tweede ronde verloor van Bensted: ippon |

### Zwemmen
| Olympiër          | Discipline          | Resultaat | Prestatie               |
| ----------------- | ------------------- | --------- | ----------------------- |
| Hilal Hemed Hilal | 50 m vrije slag (m) | 49e       | series: 23.70 (49e, NR) |
|                   |                     |           |                         |
| Magdalena Moshi   | 50 m vrije slag (v) | 67e       | series: 29.44 (67e)     |